# Alinne Fanelli
Alinne Mariane Fanelli e Mastiguim, mais conhecida como Alinne Fanelli (São João da Boa Vista, 1990?) é uma jornalista brasileira. Atualmente, é repórter na rádio BandNews FM.

## Carreira
Seu pai, tio e avô jogaram futebol em times amadores e profissionais de São João da Boa Vista; e seu tio, Teté Fanelli, virou treinador.
Alinne é formada em Jornalismo pela UNIFAE e pós-graduada em Jornalismo Esportivo e Negócios do Esporte pela FMU.
Em sua cidade natal, trabalhou no Jornal O Município, onde foi responsável pela página de Esportes; Rádio Piratininga, transmitindo jogos do Campeonato Amador; e TV SerrAzul.
Mudou-se para São Paulo, onde trabalhou na Folha de S.Paulo, para fazer cobertura de jogos de futebol e, posteriormente, como folguista dos setoristas em treinos dos clubes.
Também fez parte da equipe do Jornal Agora São Paulo, na cobertura geral, até começar a cobrir especificamente o São Paulo Futebol Clube.
Em setembro de 2018, passou a trabalhar como repórter da rádio BandNews FM. Pela emissora, cobriu a Copa do Mundo de 2022 no Catar, além das finais de Libertadores (2021) e da Sul-Americana (2022) in loco.
Também divide um podcast com amigos setoristas sobre o São Paulo FC, o "Isso é São Paulo".
Alinne também foi comentarista da Copa do Mundo feminina de 2023, pela CazéTV.

### Polêmica
Em 24 de agosto de 2024, foi abordada de maneira ríspida pelo técnico do Palmeiras Abel Ferreira, que afirmou: "Vocês têm que entender que eu tenho que dar satisfação a três mulheres só. Minha mãe, minha mulher e a presidente do Palmeiras. São as únicas que têm o direito de falar comigo e pedir explicações".
Posteriormente, Abel afirmou que entrou em contato com a repórter após o encerramento da entrevista coletiva para se desculpar, apontando que “foi infeliz” na resposta, considerando a questão “como um mal-entendido”.

## Prêmios
| Ano  | Prêmio                                                                     | Categoria         | Resultado | Ref.                |
| ---- | -------------------------------------------------------------------------- | ----------------- | --------- | ------------------- |
| 2021 | Prêmio Portal dos Jornalistas                                              | Repórter de Rádio | Venceu    |                     |
| 2021 | Prêmio Melhores da Mídia Esportiva                                         | Repórter de Rádio | Venceu    |                     |
| 2024 | Troféu ACEESP (Associação dos Cronistas Esportivos do Estado de São Paulo) | Repórter de Rádio | Venceu    | [ 6 ] [ 19 ] [ 20 ] |